# Meitu (アプリケーション)
Meitu(メイツ)(中:美图秀秀)は、中華人民共和国の会社Meituが開発・配信する画像加工アプリケーション。

## 概要
自分撮りの顔を加工し、美顔補正することを目的に使用されている。2022年、任意の写真を入力することにより、その写真を基にしたイラストを3種類出力する機能が追加された。このアプリケーションはiOS、Android、Microsoft Windows、macOS、Linuxに対応している。